# タギル・ハイブラエフ
タギル・ハイブラエフ（Tagir Khaybulaev、ロシア語: Тагир Хайбуллаев、アヴァル語: ТIагьир ХIайбулаев、1984年7月24日- ）は、旧ソビエト連邦のダゲスタン共和国・キジリュルト出身のロシアの柔道選手。100kg級。身長176cm。

## 人物

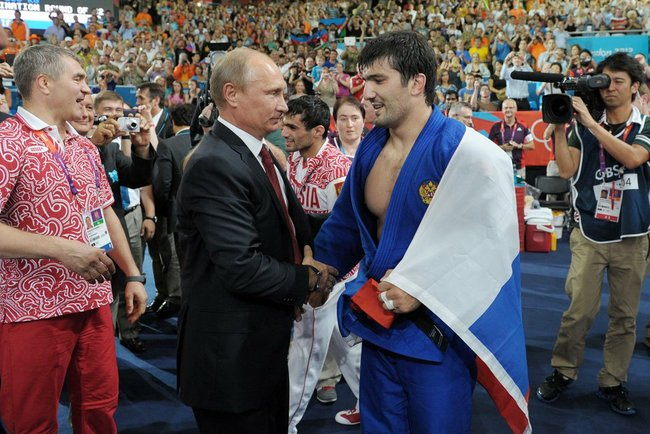
2012年ロンドンオリンピックで金メダルを獲得しプーチン大統領に称えられるハイブラエフ。

11歳の時に柔道を始めた。2004年には世界学生の100kg級で2位になった。2009年にはヨーロッパ選手権で優勝するも、世界選手権では2回戦で敗れた。2010年の世界選手権でも3回戦で敗れ結果を残せなかった。2011年もワールドマスターズで2位になった以外はこれといった成績を残していなかったものの、世界選手権ではこの階級のロシアの一番手であるセルゲイ・サモイロビッチを準々決勝で破ると、決勝でも2009年の世界チャンピオンであるカザフスタンのマクシム・ラコフを破って優勝を果たしている。2012年のロンドンオリンピックではロシアのウラジーミル・プーチン大統領が会場で観戦のなか、決勝では前回のオリンピックチャンピオンであるモンゴルのナイダン・ツブシンバヤルを背負投で破り金メダルを獲得した。しかし、2016年のリオデジャネイロオリンピックでは初戦でアゼルバイジャンのエルマール・ガシモフと対戦して敗れ、オリンピック連覇はならなかった。
現在はプーチン大統領が名誉会長を務めるヤワラ・ネヴァ柔道クラブに所属している。

## 主な戦績
- 2004年 - 世界学生 2位
- 2006年 - グルジア国際 3位
- 2009年 - ワールドカップ・トビリシ 優勝
- 2009年 - ヨーロッパ選手権 優勝
- 2009年 - グランプリ・アブダビ 優勝
- 2010年 - ワールドマスターズ 5位
- 2010年 - ワールドカップ・サンパウロ 2位
- 2010年 - グランドスラム・モスクワ 2位
- 2010年 - ワールドカップ・ローマ 優勝
- 2010年 - グランプリ・アブダビ 3位
- 2010年 - グランドスラム・東京 3位
- 2011年 - ワールドマスターズ 2位
- 2011年 - 世界選手権 優勝
- 2012年 - ロンドンオリンピック 優勝
- 2013年 - パンナムオープン・ブエノスアイレス 2位
- 2014年 - グランプリ・ウランバートル 優勝
- 2015年 - グランドスラム・アブダビ 優勝
- 2015年 - グランプリ・チェジュ　3位
- 2016年 - ヨーロッパオープン・マドリード　優勝

(出典、JudoInside.com)。